# Ozun
Ozun (ungarisch Uzon, deutsch Usendorf, siebenbürgisch-sächsisch Ausendref) ist eine Gemeinde im Kreis Covasna in der Region Siebenbürgen in Rumänien.

## Geographische Lage

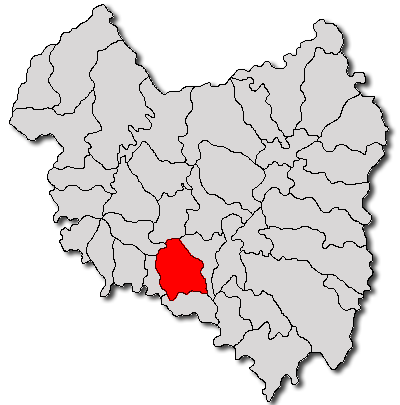
Lage der Gemeinde Ozun im Kreis Covasna

Die Gemeinde Ozun liegt südöstlich des Siebenbürgischen Beckens in der Kronstädter Senke (Depresiunea Brașovului) im historischen Szeklerland. Im Südwesten des Kreises Covasna am Fluss Râul Negru (Schwarzbach) befindet sich Ozun am Drum național 11 – Teilstrecke der Europastraße 574 – und der Bahnstrecke Brașov–Sfântu Gheorghe–Târgu Secuiesc neun Kilometer südöstlich von der Kreishauptstadt Sfântu Gheorghe (Sankt Georgen) entfernt.

## Geschichte
Der mehrheitlich von Szeklern bewohnte Ort Ozun, wurde erstmals 1332 urkundlich erwähnt.
Zahlreiche archäologische Funde werden in Ozun, wie auch in den restlichen Dörfern der Gemeinde, in unterschiedliche Zeitalter zugeordnet und befinden sich zu Teil im Museum der Kreishauptstadt Sfântu Gheorghe.
Auf eine Besiedlung des eingemeindeten Dorfes Bicfalău (ungarisch Bikfalva) deutet ins Mittelalter eine zum Teil steinerne Umwallung zwischen den Bächen Csigavárpataka und Csuklyonpataka, im eingemeindeten Dorf Lisnău (ungarisch Lisznyó) auf dem Berg Jejenek (Jejenkhegy) in die Jungsteinzeit, auf dem Berg Dealul Melcilor (Csigahegy), dem Coasta lui Ciulac (Csulakkaréj) und dem Berg Dealul lui Ciuclan (Csuklyánhegy) in die Frühbronzezeit.
Im eingemeindeten Dorf Măgheruș (Sepsimagyarós) wird auf dem gleichnamigen Berg ein Aquädukt der Römerzeit zugeordnet. Die Überreste einer Burg, von den Einheimischen genannt Aluniș (Magyaros) oder Cetatea de cărămizi (Téglásvár) und eine etwa 1 Meter hohe, 3–4 Meter breite und 11 Kilometer lange Bodenerhebung entlang des Flusses Râul Negru zwischen Reci und Măgheruș bis Lisnău, bestehend aus gelber Erde, Humus, verbrannte Erde und Kohle, konnten noch keinem Zeitalter zugeordnet werden. Im Verzeichnisses historischer Denkmäler des Ministeriums für Kultur und nationales Erbe (Ministerul Culturii și Patrimoniului Național) wird in Măgheruș bei Verestorony auf eine Besiedlung der Römerzeit hingewiesen.
Auch im eingemeindeten Dorf Sântionlunca (Szentivánlaborfalva) wird eine Besiedlung der Hallstattzeit vermerkt.
Zur Zeit des Königreichs Ungarn gehörte Ghidfalău dem Stuhlbezirk Sepsi in der Gespanschaft Háromszék (rumänisch Comitatul Trei-Scaune). Anschließend gehörte Micfalău dem historischen Kreis Trei-Scaune (deutsch Drei Stühle) und ab 1950 dem heutigen Kreis Covasna an.

## Bevölkerung
Die Bevölkerung der heutigen Gemeinde Ozun entwickelte sich wie folgt:
| 1850 | 4.985 | 1.136 | 3.691 | -  | 158            |
| 1920 | 5.883 | 1.893 | 3.818 | 3  | 169            |
| 1941 | 5.547 | 211   | 5.276 | 20 | 40             |
| 1977 | 5.029 | 453   | 4.565 | 7  | 4              |
| 2002 | 4.575 | 529   | 4.025 | 5  | 16             |
| 2011 | 4.430 | 514   | 3.664 | 5  | 247 (Roma 130) |
| 2021 | 4.213 | 530   | 3.348 | 2  | 333 (Roma 43)  |

Seit 1850 wurde in der heutigen Gemeinde die höchste Einwohnerzahl und die der Rumänen 1920 ermittelt. Die höchste Anzahl der Magyaren wurde 1941, die der Rumäniendeutschen (24) 1956 und die der Roma (147) 1850 registriert.

## Sehenswürdigkeiten
- Im Gemeindezentrum die reformierte Kirche, nach unterschiedlichen Angaben, im 13. Jahrhundert[12] oder im 17. Jahrhundert[9] errichtet, 1820 umgebaut und der Glockenturm 1616 errichtet, stehen unter Denkmalschutz.[9]
- Im Gemeindezentrum das Landhaus der ungarischen Adelsfamilie Béldy-Mikes 1755 errichtet, im 20. Jahrhundert umgebaut, das Landhaus Pünkösty etwa 1810 errichtet, die ehemalige Husarenkaserne im 18. Jahrhundert errichtet, das Landhaus Újvárossy-Ágoston zwischen 1810 und 1825 errichtet und das Landhaus Temesváry im 19. Jahrhundert errichtet – heute ein Kindergarten –, stehen unter Denkmalschutz.[9]
- Im eingemeindeten Dorf Bicfalău die reformierte Kirche[13] im 15. Jahrhundert errichtet und 1863 erneuert, deren Glockenturm im 20. Jahrhundert erneuert, das Anwesen Nr. 40 der Familie Simon István, deren Wohnhaus 1793 und das Eingangstor 1797 errichtet und das Landhaus der ungarischen Adelsfamilie Dénes 1836 errichtet, stehen unter Denkmalschutz.[9]
- Im eingemeindeten Dorf Lisnău die reformierte Kirche[14] im 15. Jahrhundert errichtet, 1622 und 1804 erneuert und deren Glockenturm und Ringmauer 1834 errichtet, stehen unter Denkmalschutz.[9]
- Im eingemeindeten Dorf Sântionlunca die katholische Kapelle im 18. Jahrhundert errichtet,[15] und die römisch-katholische Kirche Sf. Ioan Botezătorul[16] 1774 errichtet, stehen unter Denkmalschutz.[9]

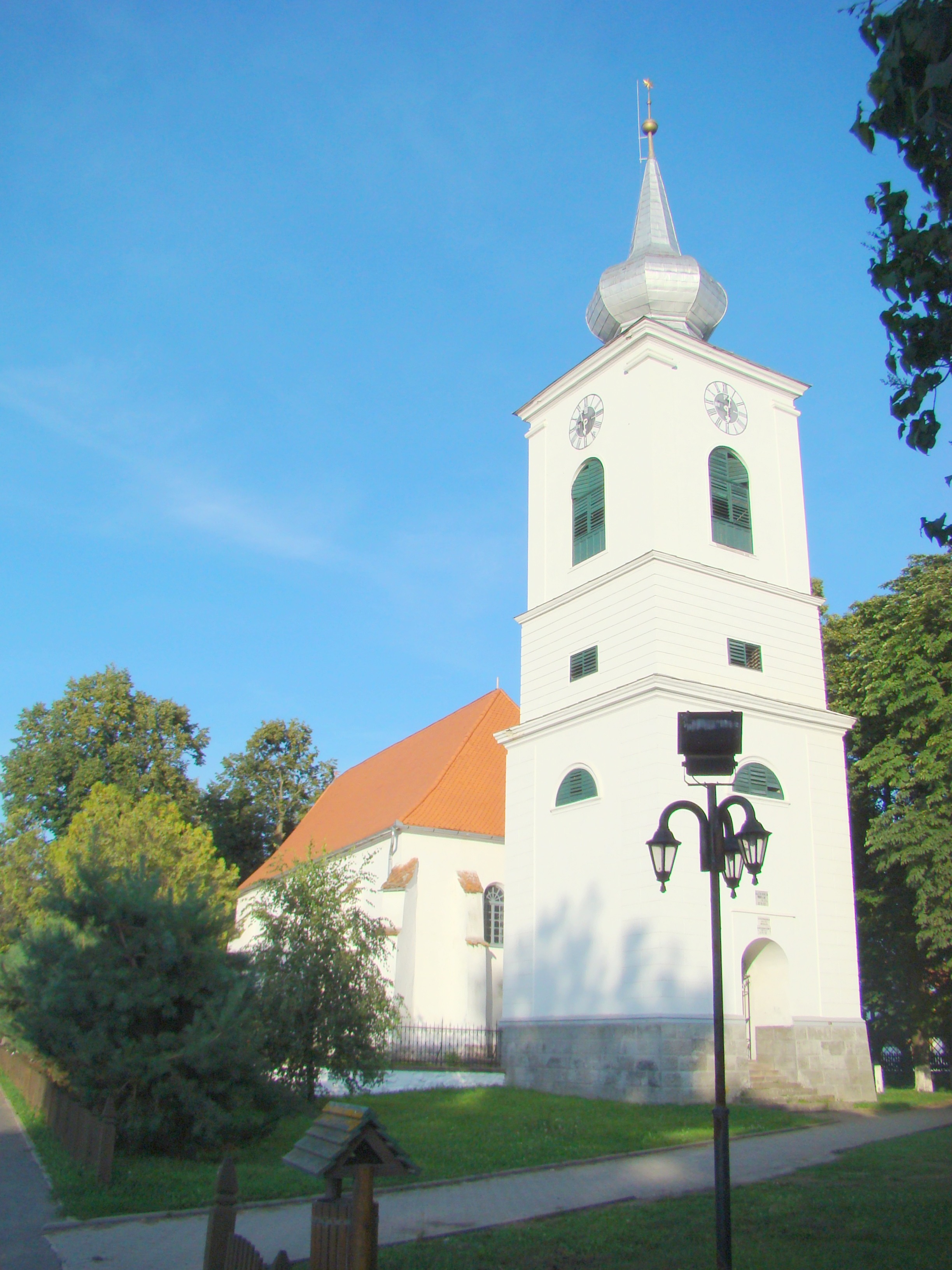
Reformierte Kirche in Ozun
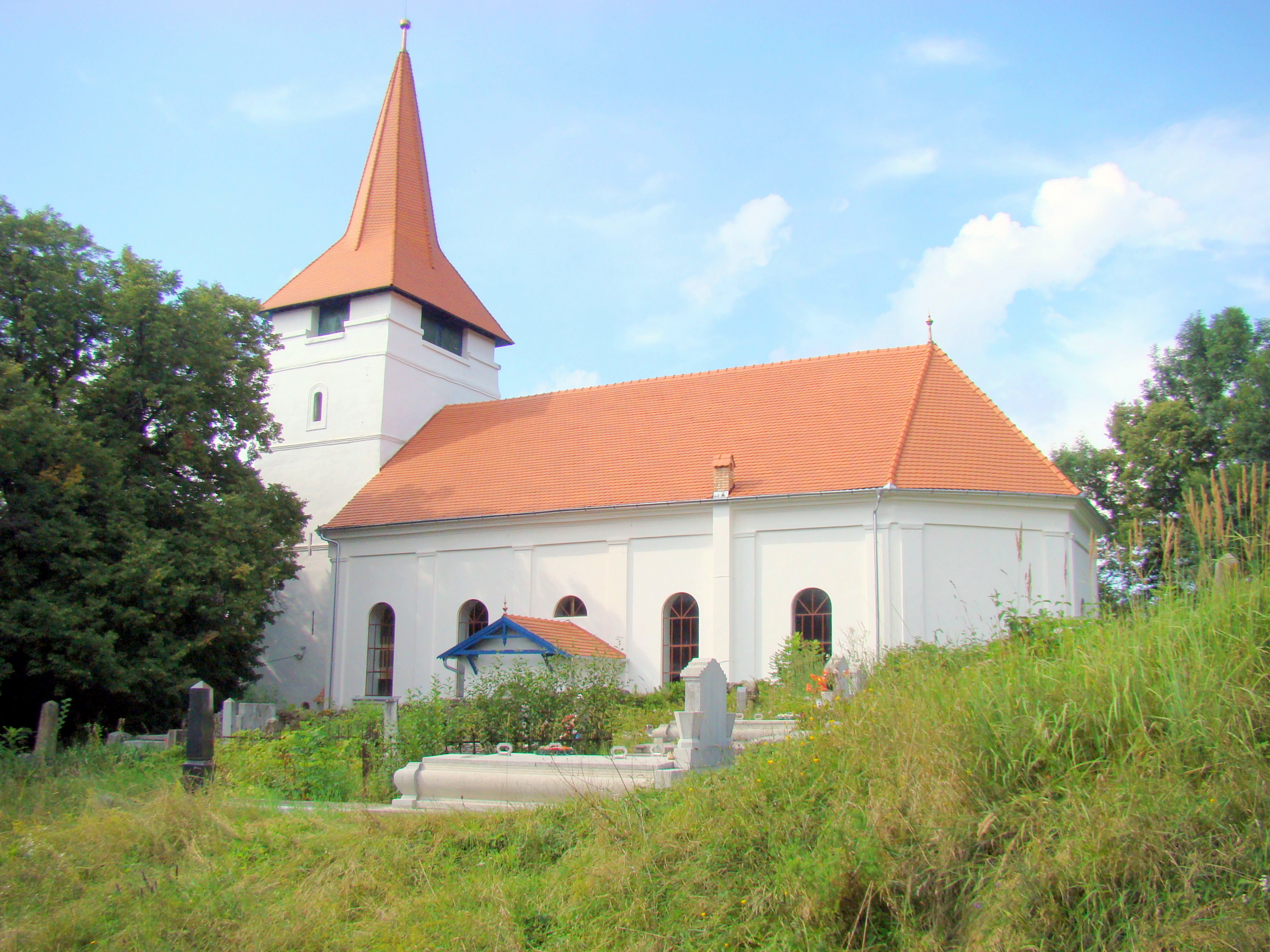
Reformierte Kirche in Bicfalău
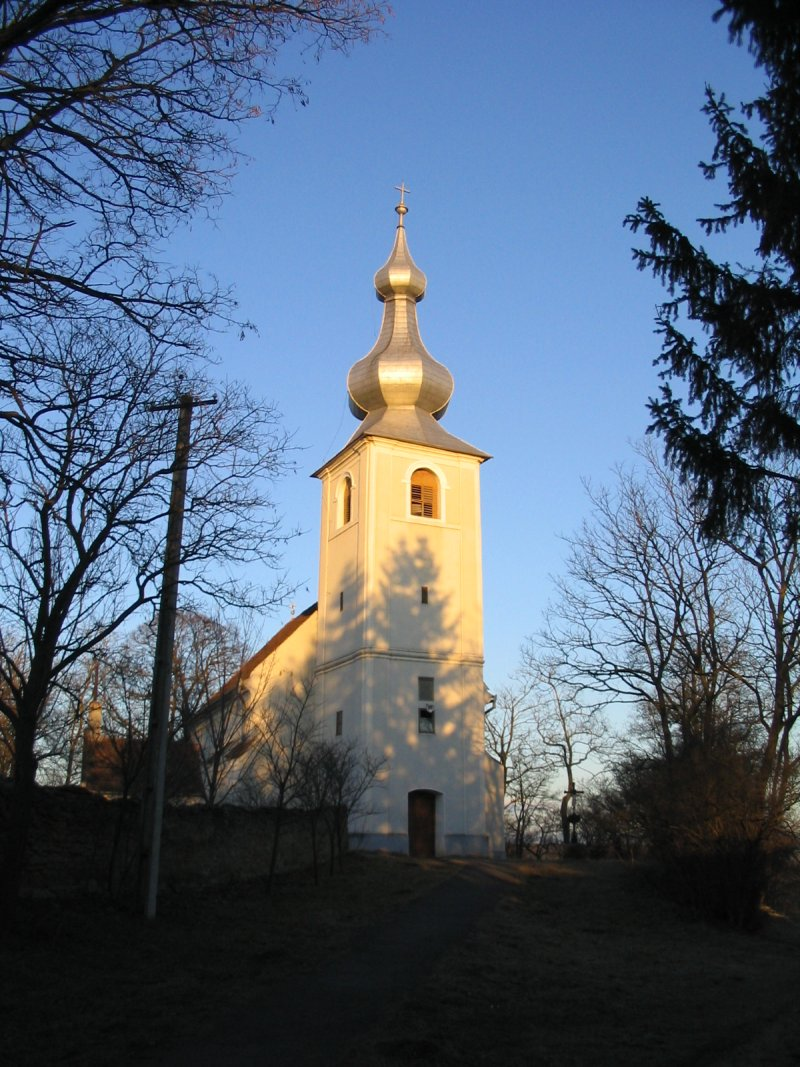
Katholische Kirche in Sântionlunca
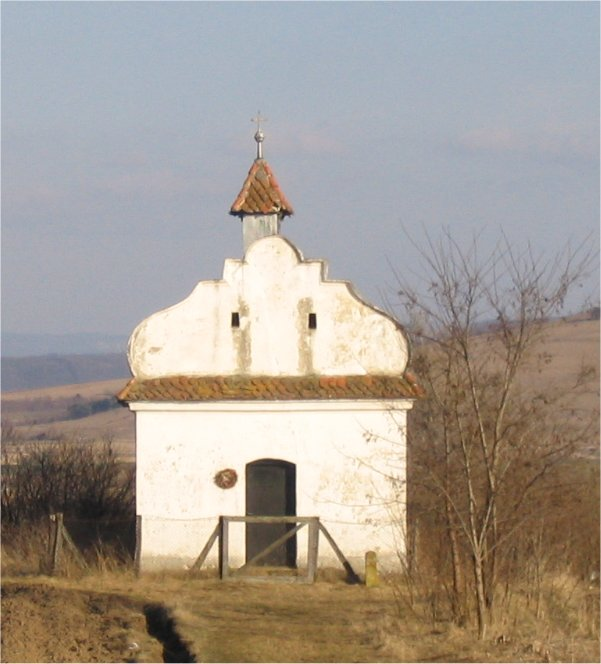
Kapelle in Sântionlunca
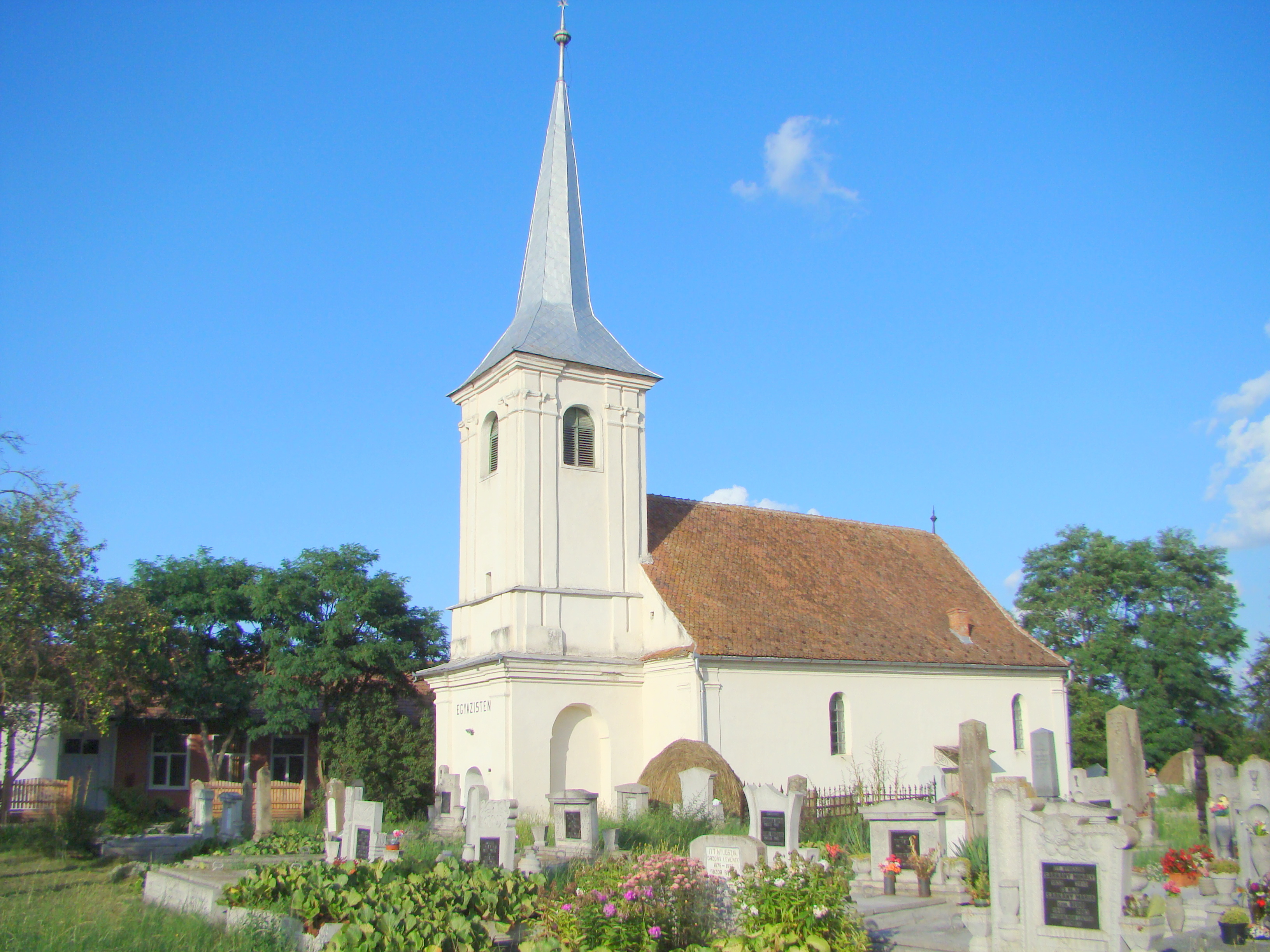
Unitarische Kirche in Sântionlunca

## Persönlichkeiten
- György Beke (1927–2007), Schriftsteller, Journalist und Übersetzer.[17]

## Städtepartnerschaften
Ozun pflegt Partnerschaften mit den ungarischen Orten Alsótold, Csorvás, Fácánkert, Mezőhegyes, Nagykáta, Tolna und der rumänischen Gemeinde Sarichioi im Kreis Tulcea.